# Beren Saat
Beren Saat (Ankara, 26. veljače 1984.), turska je glumica.

## Životopis
Diplomirala je menadžment na sveučilištu Bilkent u Ankari. Beren govori engleski i španjolski jezik. Beren Saat, hrvatskoj publici poznatija je kao Bihter Yöreoğlu Ziyagil iz Strasti Orijenta te kao Fatmagül Ketenci Ilgaz iz serije Izgubljena čast. Osim glume Beren voli plesati i fotografirati, a povremeno igra tenis.

## Privatni život
Beren Saat se zaručila s Kenanom Doğulu.

## Filmografija
| Godina        | Naslov                 | Uloga                      | Vrsta               |
| ------------- | ---------------------- | -------------------------- | ------------------- |
| 2004.         | Aşkımızda Ölüm Var     | Nermin                     | televizijska serija |
| 2005. – 2006. | Aşka Sürgün            | Zilan Şahvar Azizoğlu      | televizijska serija |
| 2006. – 2008. | Hatırla Sevgili        | Yasemin Ünsal              | televizijska serija |
| 2008. – 2010. | Strasti Orijenta       | Bihter Yöreoğlu Ziyagil    | televizijska serija |
| 2009.         | Güz Sancısı            | Elena                      | film                |
| 2010. – 2012. | Izgubljena čast        | Fatmagül Ketenci Ilgaz     | televizijska serija |
| 2012.         | Gergedan Mevsimi       | Buse                       | film                |
| 2013. – 2014. | Intikam                | Derin Çelik / Yağmur Özden | televizijska serija |
| 2015. -       | Muhteşem Yüzyıl: Kösem | Mahpeyker Kosem Sultanija  | televizijska serija |